# Gilbert Bécaud
Gilbert Bécaud, vlastním jménem François Gilbert Silly, (24. října 1927 Toulon – 18. prosince 2001 Paříž) byl francouzský zpěvák, šansoniér, hudební skladatel a herec, zvaný Monsieur 100 000 Volts (Pan 100 000 voltů), to pro jeho neobyčejně energický projev. Jeho největšími hity se staly písně Nathalie a L'important c'est la rose (česky známá jako Podívej, kvete růže, podívej) nebo Et maintenant (Co bude dál?) a další.

## Životopis
Ve francouzském městě Nice studoval na konzervatoři a přivydělával si po barech hrou na klavír. Poté dva roky doprovázel na piano francouzského zpěváka Jacquese Pillse, pozdějšího manžela Édith Piaf. Ten ho také s Édith Piaf seznámil. Gilbert pro ni složil jednu písničku a začal být známý též jako skladatel. Od roku 1963 začal zpívat sám. Vytvořil hlavní dvojroli v legendárním filmu Země, odkud přicházím a nazpíval pro něj i titulní píseň. Poté následovaly další známé písně. Několikrát navštívil i bývalé Československo (poprvé v roce 1967), záznamy z jeho koncertů v pražské Lucerně pak vysílala i Československá televize. Byl člověkem oplývajícím neobyčejným charismatem, který dokázal svým neobyčejně energickým a neobvykle soustředěným osobním projevem strhnout diváky a posluchače na svoji stranu. Hrál v pěti filmech a složil asi 400 písní. Právem patří mezi největší osobnosti světového šansonu.

## Zajímavosti
- K Bécaudovi, vedle cigaret, neodmyslitelně patřila i kravata s bílými puntíky. První dostal ve svých deseti letech od své matky.
- Velký úspěch zaznamenal s písní L'important c'est la rose – Podívej, kvete růže, podívej, jejíž refrén, který přebásnil Ivo Fischer, se Bécaud naučil česky.
- Zemřel na své lodi, kotvící u mostu Saint-Cloud na předměstí Paříže.